# آلویس هیتلر
آلُویس هیتلر (به آلمانی: Alois Hitler) (۷ ژوئن ۱۸۳۷–۳ ژانویهٔ ۱۹۰۳) پدر آدولف هیتلر بود.

## تبار و خانواده
آلوُیْس فرزند ماریا شیکل‌گروبر در دهکدهٔ کشاورزی کوچکی در اشترونِس در اتریش به دنیا آمد. اشترونِس در منطقهٔ والدفیرتل واقع بود؛ منطقه‌ای جنگلی با تپه‌ماهورهای زیاد که در بخش شمال‌غربی قسمت جنوبی اتریش یعنی در بالای وین قرار گرفته‌است.
مادر آلُویس یکی از کشاورزان کاتولیک به نام ماریا آنا شیکْل‌گِروبر بود. ماهیت پدر آلُویس همچنان ناشناخته است.

## شغل
براساس نوشته‌های هیتلر در کتاب نبرد من، آلُویس هیتلر کارمند گمرک بوده‌است.

## رفتار با خانواده
به گفته هیتلر، پدرش الویس هیتلر فردی بشدت عصبانی و بداخلاق بود و با خانواده‌اش رفتار خوبی نداشت و همیشه او را بخاطر اشتباهاتش کتک میزد. او همچنین بعد از مرگ پدرش خوشحال بود، زیرا می‌توانست به رویای هنرمند شدن خود برسد.

## نظر آدولف هیتلر درمورد پدرش
آدولف هیتلر در کتاب نبرد من می گوید: چرا پدرم و دیگر سربازان اتریشی برای کمک به پروس در جنگ با فرانسه شرکت نکردند؟ مگر ما با آلمانی به یک زبان صحبت نمی کنیم؟ مگر ما از یک نژاد نیستیم؟. او همچنین پدرش را فردی بی تفاوت می دید. او معتقد بود زندگی کارمندی پدرش هیچ هدفی ندارد و باعث محدود شدن او هم میشود. 